# Praia das Laranjeiras
Vista da Praia das Laranjeiras a partir do Parque Unipraias
A Praia de Laranjeiras é uma praia localizada na cidade de Balneário Camboriú, no estado brasileiro de Santa Catarina, sendo considerada a segunda principal praia do município. É uma praia de pequena extensão, com apenas 750 metros, rodeada pela Mata Atlântica e banhada pelo Oceano Atlântico. Ela é uma das mais movimentadas de Balneário Camboriú, principalmente por famílias, atraídas pelo seu calmo mar. A Praia de Laranjeiras possui uma estação do teleférico Unipraias.

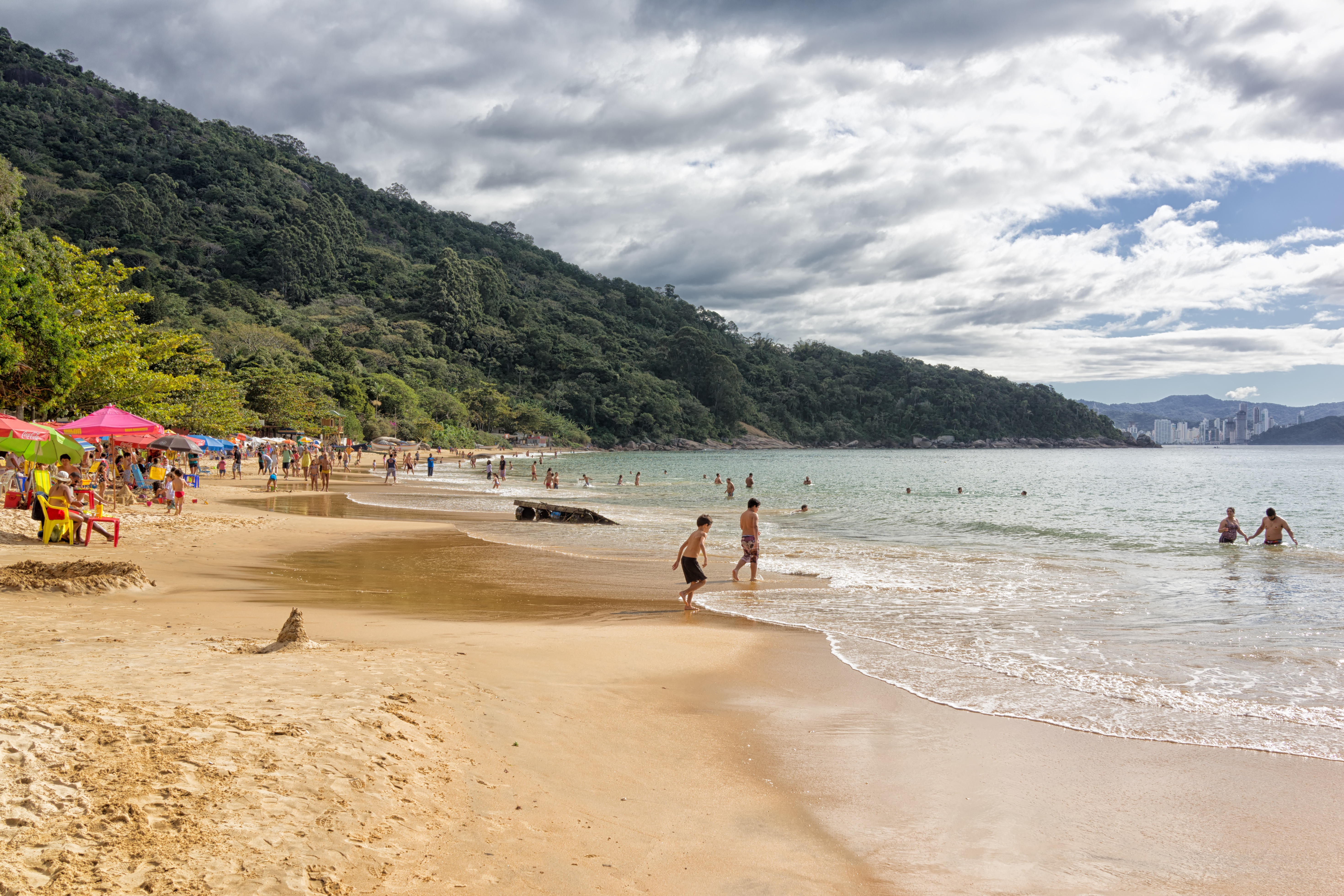
Vista parcial da praia.
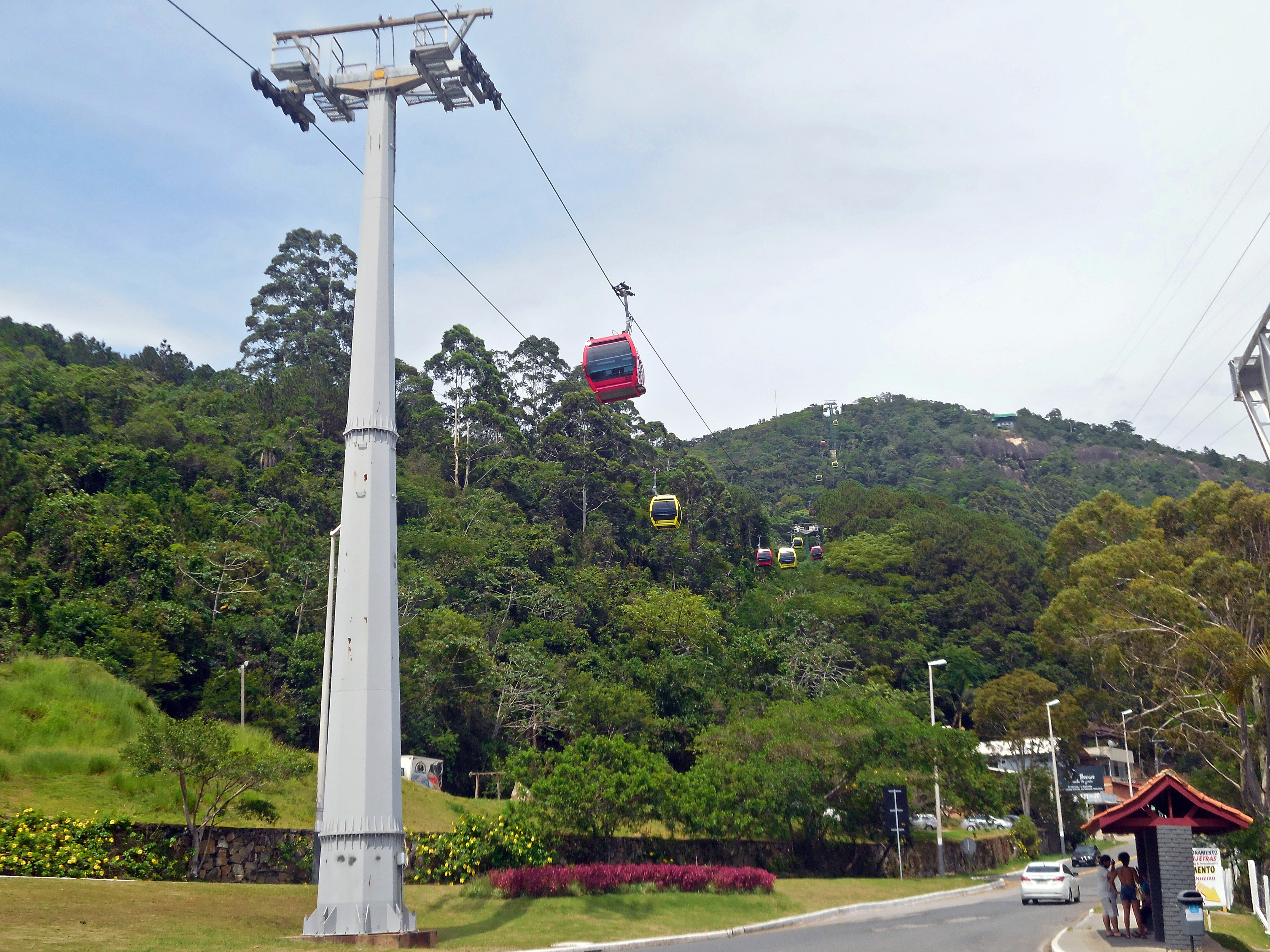
Teleférico Laranjeiras na descida para a praia.
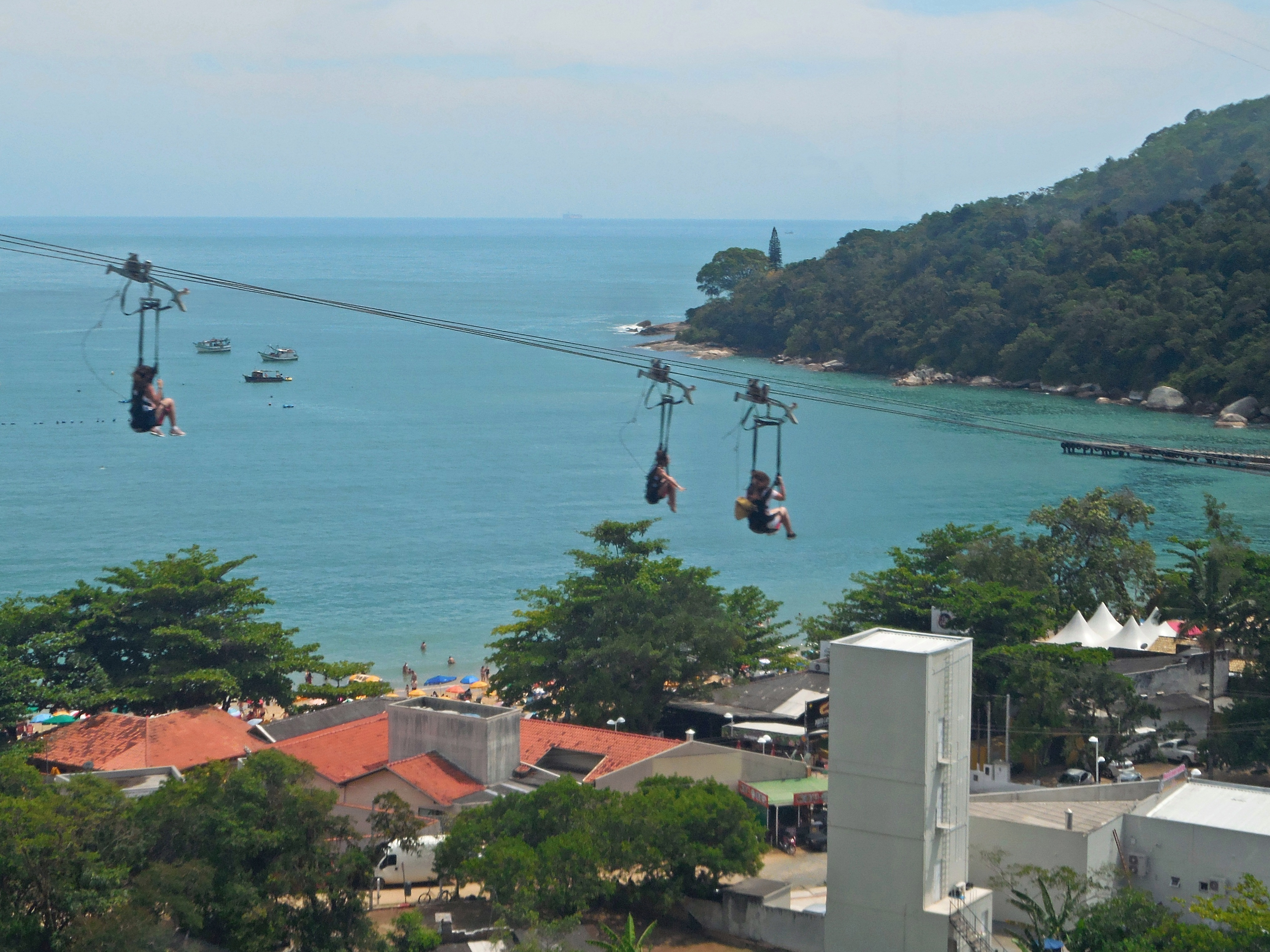
Descida de tirolesa entre o Parque Unipraias, no Morro da Aguada, e a Praia de Laranjeiras.